# Wang Liqin
Wang Liqin (王励勤 - Jiangsu, 18 juni 1978) is een Chinees tafeltennisser. De rechtshandige shakehand-speler begon met spelen toen hij zes jaar oud was en maakt vanaf zijn vijftiende deel uit van de Chinese nationale ploeg. In 2005 waren zijn prestaties van een dergelijke omvang geworden dat hij werd opgenomen in de ITTF Hall of Fame.
Op de Olympische Zomerspelen 2000 won Wang Liqin de gouden medaille in het dubbelspel (samen met Yan Sen) en op de Olympische Zomerspelen 2004 de bronzen medaille in het enkelspel. Hij werd vervolgens in zowel 2001, 2005 als 2007 wereldkampioen tafeltennissen. Hij bereikte op het WK 2009 opnieuw de finale, maar werd hierin met 4-0 onttroond door zijn landgenoot Wang Hao.

In 1998, 2000 en 2004 won Wang Liqin het enkelspel van de ITTF Pro Tour Grand Finals. Het dubbelspel won hij in 1996, 1998, 2000 (allen met Yan Sen) en 2007 (met Chen Qi).
Wang Liqin stond van januari 2001 tot en met september 2002 eerste op de ITTF-wereldranglijst. Deze positie heroverde hij in juni 2004, waarna hij hem tot en met februari 2007 op één maand na (december 2004) niet meer kwijtraakte. In juni 2007 stond hij wederom een maand bovenaan de wereldranglijst.
Liqin speelde in competitieverband voor onder meer het Duitse TTC Jülich in de Bundesliga.

## ITTF Pro Tour
Enkelspel:
- Winnaar ITTF Pro Tour Grand Finals 1998, 2000 en 2004
- Winnaar Libanon Open 1998
- Winnaar Zweden Open 1999, 2001 en 2003
- Winnaar China Open 2000, 2001, 2002, 2004, 2005 (in Shenzhen) en nogmaals 2005 (in Harbin)
- Winnaar Japan Open 2000 en 2006
- Winnaar Amerika Open 2000
- Winnaar Denemarken Open 2000
- Winnaar Engeland Open 2001
- Winnaar Duitsland Open 2003
- Winnaar Korea Open 2004
- Winnaar Singapore Open 2004
- Winnaar Qatar Open 2005, 2006 en 2010

Dubbelspel:
- Winnaar ITTF Pro Tour Grand Finals 1996, 1998, 2000 (allen met Yan Sen) en 2007 (met Chen Qi)
- Winnaar Frankrijk Open 1996 (met Yan Sen)
- Winnaar Japan Open 1997, 2004 (beide met Yan Sen), 2007 (met Chen Qi)
- Winnaar Joegoslavië Open 1997 (met Yan Sen)
- Winnaar Qatar Open 1998, 2002 (beide met Yan Sen), 2006 (met Wang Hao)
- Winnaar China Open 1999, 2000, 2001 (allen met Yan Sen), 2005 (met Chen Qi), 2006 (in Kunshan, met Chen Qi), nogmaals 2006 (in Kanton, met Hao Shuai) en 2008 (met Ma Lin)
- Winnaar Zweden Open 2001 (met Yan Sen)
- Winnaar Polen Open 2002 (met Qin Zhijian)
- Winnaar Denemarken Open 2002 (met Qin Zhijian)
- Winnaar Slovenië Open 2007 (met Chen Qi)
- Winnaar Duitsland Open 2007 (met Wang Hao)
- Winnaar Korea Open 2008 (met Wang Hao)
- Winnaar Zweden Open 2011 (met Yan An)

1988: Wei Qingguang / Chen Longcan ·
1992: Lu Lin / Wang Tao ·
1996: Liu Guoliang / Kong Linghui ·
2000: Wang Liqin / Yan Sen ·
2004: Chen Qi / Ma Lin
2008: Ma Lin, Wang Hao, Wang Liqin ·
2012: Ma Long, Wang Hao, Zhang Jike ·
2016: Ma Long, Xu Xin, Zhang Jike ·
2020: Fan Zhendong, Ma Long, Xu Xin ·
2024: Fan Zhendong, Ma Long, Wang Chuqin